# 埃尔藏日
埃尔藏日（法語：Elzange，法語發音：[ɛlzɑ̃ʒ]；洛林法兰克语：Eelséngen）是法国摩泽尔省的一个市镇，属于蒂永维尔区。

## 地理
埃尔藏日（49°21'46"N, 6°17'5"E）面积4.01 平方千米，位于法国大東部大區摩泽尔省，该省份为法国东北部内陆省份，是洛林的一部分，西南接默尔特-摩泽尔省，东临下莱茵省，北与卢森堡和德国接壤。
与埃尔藏日接壤的市镇（或旧市镇、城区）包括：迪斯特罗夫、安格朗日、柯尼希斯马克、乌德雷讷、瓦尔梅斯特罗夫。

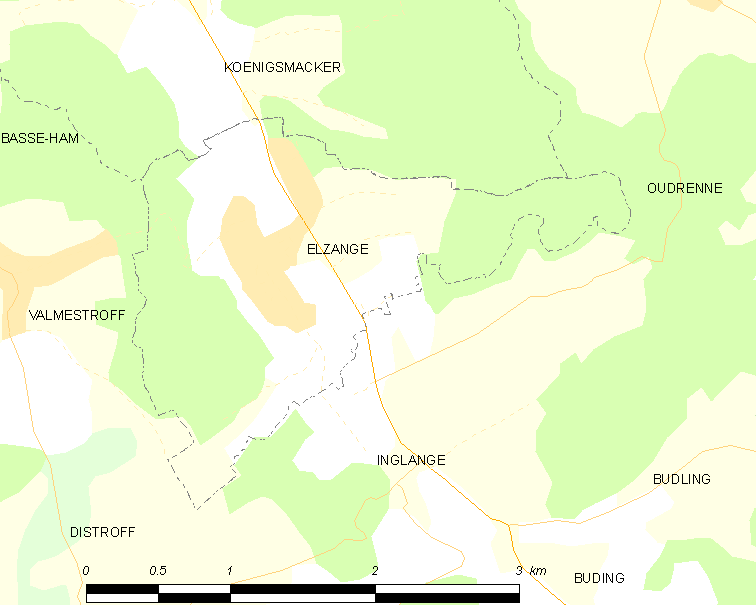
埃尔藏日的OSM定位图

埃尔藏日的时区为UTC+01:00、UTC+02:00（夏令时）。

## 行政
埃尔藏日的邮政编码为57970，INSEE市镇编码为57191。

## 政治
埃尔藏日所属的省级选区为梅采维斯县。

## 人口

1962-2008年间埃尔藏日人口变化图示

埃尔藏日于2022年1月1日时的人口数量为672人。